# Spevi (Leopardi)
Spevi (italijansko Canti) zberejo glavna in najbolj znana dela produkcije v verzih Giacoma Leopardija. Izšli so leta 1831.